# Xysticus crispabilis
Xysticus crispabilis är en spindelart som beskrevs av Song och Gao 1996. Xysticus crispabilis ingår i släktet Xysticus och familjen krabbspindlar. Inga underarter finns listade i Catalogue of Life.